# TRIM68
TRIM68 (англ. Tripartite motif containing 68) – білок, який кодується однойменним геном, розташованим у людей на короткому плечі 11-ї хромосоми. Довжина поліпептидного ланцюга білка становить 485 амінокислот, а молекулярна маса — 56 259.
| 10         |  | 20         |  | 30         |  | 40         |  | 50         |
| ---------- |  | ---------- |  | ---------- |  | ---------- |  | ---------- |
| MDPTALVEAI |  | VEEVACPICM |  | TFLREPMSID |  | CGHSFCHSCL |  | SGLWEIPGES |
| QNWGYTCPLC |  | RAPVQPRNLR |  | PNWQLANVVE |  | KVRLLRLHPG |  | MGLKGDLCER |
| HGEKLKMFCK |  | EDVLIMCEAC |  | SQSPEHEAHS |  | VVPMEDVAWE |  | YKWELHEALE |
| HLKKEQEEAW |  | KLEVGERKRT |  | ATWKIQVETR |  | KQSIVWEFEK |  | YQRLLEKKQP |
| PHRQLGAEVA |  | AALASLQREA |  | AETMQKLELN |  | HSELIQQSQV |  | LWRMIAELKE |
| RSQRPVRWML |  | QDIQEVLNRS |  | KSWSLQQPEP |  | ISLELKTDCR |  | VLGLREILKT |
| YAADVRLDPD |  | TAYSRLIVSE |  | DRKRVHYGDT |  | NQKLPDNPER |  | FYRYNIVLGS |
| QCISSGRHYW |  | EVEVGDRSEW |  | GLGVCKQNVD |  | RKEVVYLSPH |  | YGFWVIRLRK |
| GNEYRAGTDE |  | YPILSLPVPP |  | RRVGIFVDYE |  | AHDISFYNVT |  | DCGSHIFTFP |
| RYPFPGRLLP |  | YFSPCYSIGT |  | NNTAPLAICS |  | LDGED      |  |            |

A: Аланін

C: Цистеїн

D: Аспарагінова кислота

E: Глутамінова кислота

F: Фенілаланін

G: Гліцин

H: Гістидин

I: Ізолейцин

K: Лізин

L: Лейцин

M: Метіонін

N: Аспарагін

P: Пролін

Q: Глутамін

R: Аргінін

S: Серин

T: Треонін

V: Валін

W: Триптофан

Кодований геном білок за функцією належить до трансфераз. 
Задіяний у таких біологічних процесах, як убіквітинування білків, альтернативний сплайсинг. 
Білок має сайт для зв'язування з іонами металів, іоном цинку. 
Локалізований у цитоплазмі, ядрі.